# Erik Andersson (företagsledare)
Nils Erik Emanuel Andersson, född 20 maj 1880 i Norrköping, död 15 september 1971 i Bromma, var en svensk ingenjör och företagsledare.
Andersson avlade mogenhetsexamen i Norrköping 1898, blev elev vid Tekniska högskolan i Darmstadt samma år och avlade diplomingenjörsexamen i elektroteknik 1904. Han var ingenjör vid Gesellschaft für drahtlose Telegraphie i Berlin samma år och vid Felten & Guilleaume-Lahmeyerwerke AG i Frankfurt am Main 1905–1906. Han blev chef för offertavdelningen vid Asea i Västerås 1906, var chef för filialen i Malmö 1914–1916 och därefter verkställande direktör för företagets dotterbolag i Sankt Petersburg 1916–1918. Han blev verkställande direktör för Svenska Elektromekaniska Industri AB i Helsingborg 1919 och direktör för AB Vaporackumulator 1924.